# 鄂坪水库
鄂坪水库是中国湖北省竹溪县鄂坪乡境内汉江支流堵河西支汇湾河上以发电为主，兼有防洪、灌溉、供水、水产养殖等综合功能的大型龙头水库。

## 技术概况
汇湾河流域多年平均径流深659mm。控制流域面积1676km2，河长为116km，河道平均比降6.74‰，多年平均降水量1080.2mm。坝址多年平均年径流量11.2亿m3，多年平均流量35.5m3/s。总水域面积8.67km2。由两条分别长19.7km、5.3km的“y”型库区湖面组成。库区平均水深80m。
钢筋混凝土面板堆石坝，按100年一遇洪水设计，5000年一遇洪水校核。坝高125.6米，坝顶高程554.30m，坝顶宽度10m，坝顶长295.25m，上游坝坡1:1.406，下游坝坡平均1:1.45。防浪墙顶高程555.50m。工程等别为二等，因坝高超过90m，提高为1级建筑物，但洪水标准不予提高。
右岸岸边三孔开敞式溢洪道，13（宽）X14（高）m，堰高6.0m，堰顶高程536m，由进口段、控制段、泄槽段、消能段组成，最大泄量5990m3/s，主体建筑物轴线长187.803m。溢洪道处于青峰断裂和安康断裂交汇处，岩石风化严重，土夹石较多。水库下游河道安全泄量1600m3/s。泄水建筑物按百年一遇洪水设计，消能防冲建筑物采用50年一遇洪水设计。主导流洞进口右侧导流放空支洞由进水口、闸室、洞身段组成，总长134m。
总库容3.027亿m3。正常蓄水位550.00m，相应库容2.716亿m3。死水位520.00m，死库容1.189亿m3。调节库容1.527亿m3。
右岸引水隧洞末端为岸边引水式地面厂房。按50年一遇洪水设计，200年一遇洪水校核。装机2台容量7.6万千瓦，扩机增容后装机11.4万千瓦(3×3.866万千瓦)。水轮机最大水头107.84m，最小水头75m，额定水头95m。单机设计引用流量44m3/s。考虑竹叶关和双河口水库联合运行，保证出力19.9MW，年发电量近2.7451亿千瓦时。其中丰水期（4～8月）发电量为1.2631亿kW·h，平水期（9～11月）发电量为0.8541亿kW·h，枯水期（12～3月）发电量为0.6279亿kW·h。年利用2408h。

## 历史
2002年8月25日武汉宏林集团竹溪宏林水电开发有限责任公司独资开发建设，工程预算总造价8.1亿元。湖北省水利水电勘测设计院为勘测设计单位。北京华源水电工程咨询公司承担土建工程施工和金属结构安装监理。导截流标、主体工程由中国水利水电第一工程局总承包。
2002年9月2日开始开挖导流洞，2003年6月19日贯通。2003年5月25日开始左、右坝肩岸坡、趾板基础开挖。2003年10月湖北省发改委批复可行性研究报告，2003年11月湖北省发改委批复工程开工报告。2003年11月26日一次截流成功。2005年4月20日湖北省发改委以鄂发改能源[2005]356号文批复了鄂坪工程项目的扩机增容可研报告，装机容留扩大为3×3.8万千瓦。2005年9月19日下闸蓄水。电站四大主体工程只用了不到2年就基本竣工。2005年10月7日水位达到532m，水深100m，大坝总沉降量0.591m。2006年4月25日首台机组正式上网发电。2006年8月装机7.6万千瓦的两台机组正式发电。
2009年8月6日湖北省高级人民法院委托拍卖水电站主体资产，中國國電集團华中分公司以9.6亿元人民币竟得鄂坪电站主体资产。2009年10月22日，国电竹溪县水电开发有限公司鄂坪水电站挂牌成立。11月4日，湖北省高级人民法院在竹溪县举行了“鄂坪水电站执行工作协调会”，当场下达了鄂坪水电站资产《执行移交裁定书》，这标志着国电集团正式接管鄂坪水电站。2011年5月31日，国电竹溪县鄂坪水电站第三台机组正式并网发电，这标志着鄂坪水电站主体工程全面竣工。
2021年9月2日鄂坪水电站右岸溢洪道泄槽段末端与挑流鼻坎反弧段的连接段被冲毁，溢洪道右岸挡水墙山体局部垮塌沉陷。当地政府组织开展险情处置，转移4个乡镇15个村的群众共1555户，5456人。